# Forza attiva
Consideriamo una trave; se essa non avesse vincoli, sarebbe libera di cadere, sotto l'azione dei carichi.
Similmente il sistema collasserebbe se i vincoli, pur presenti, non fossero in grado di contrastare la suddetta azione.
Osserviamo però che mentre i carichi sono indipendenti dalle reazioni dei vincoli, le reazioni ne sono la conseguenza. 
Definiremo allora forze attive il peso, l'azione del vento e della neve, gli effetti dinamici trasformati in equivalenti azioni statiche, mentre le forze esercitate dai vincoli, che variano a seconda dei carichi applicati, le definiremo reazioni vincolari. 

## Generalità
Un sistema è in equilibrio statico quando la risultante delle forze attive e delle reazioni vincolari è un vettore nullo. Il che deve valere sia per le forze, che per i relativi momenti.
Si sono fatti esempi di forze attive. Reazioni vincolari sono quelle delle cerniere, caratterizzate dal momento nullo e da una forza comunque passante per il centro della cerniera, quelle degli appoggi, caratterizzate da una forza normale senza alcun momento, ecc. 

In definitiva, nella calcolazione di una struttura, le forze attive e le reazioni vincolari si comportano allo stesso modo, nel senso che sono entrambe sollecitazioni; per cui non è detto che una struttura vada in crisi necessariamente in corrispondenza di una forza attiva. 

La crisi può realizzarsi anche in corrispondenza della sollecitazione esercitata dal vincolo. 
Per fare un esempio, nel caso di appoggio che esplica la sua funzione, se l'appoggio è una piastra metallica ancorata a una muratura, potrebbe verificarsi che mentre la piastra regge esplicando correttamente la sua funzione, la muratura che la supporta cede.
Da qui l'importanza di poter calcolare, nel progetto delle strutture, i valori delle forze attive come quelli delle reazioni vincolari. Da cui la nozione di grado di iperstaticità del sistema in equilibrio.